# Mykobiont
Mykobiont (myko = řecky houba) je houba, která spolu s fotobiontem (řasou, sinicí) tvoří lišejník. Zpravidla tvoří valnou většinou těla lišejníku a rozčleňuje ho do několika vrstev, svrchní kůry, dřeně a někdy spodní kůry. Právě mezi svrchní kůrou a dření (v tzv. chromidiové vrstvě) bývá fotobiont. 
Někdy se za mykobionta považuje i houba v mykorhizní symbióze. 